# Eleições presidenciais de 2016 em Sintra

## Resultados oficiais
| Candidato               | Candidato                | Votos   | %               |
| ----------------------- | ------------------------ | ------- | --------------- |
|                         | Marcelo Rebelo de Sousa  | 72 910  | 49,47 / 100,00  |
|                         | António Sampaio da Nóvoa | 37 269  | 25,29 / 100,00  |
|                         | Marisa Matias            | 16 301  | 11,06 / 100,00  |
|                         | Maria de Belém Roseira   | 6 937   | 4,71 / 100,00   |
|                         | Edgar Silva              | 5 486   | 3,72 / 100,00   |
|                         | Vitorino Silva           | 3 635   | 2,47 / 100,00   |
|                         | Paulo de Morais          | 3 282   | 2,23 / 100,00   |
|                         | Henrique Neto            | 1 029   | 0,70 / 100,00   |
|                         | Jorge Sequeira           | 331     | 0,22 / 100,00   |
|                         | Cândido Ferreira         | 213     | 0,14 / 100,00   |
| Votos Inválidos         | Votos Inválidos          | 3 425   | 2,27 / 100,00   |
| Total                   | Total                    | 150 818 | 100,00 / 100,00 |
| Eleitorado/Participação | Eleitorado/Participação  | 306 878 | 49,15 / 100,00  |

## Resultados por Freguesia
Os resultados dos candidatos por freguesia foram os seguintes:
| Freguesia                                     | %     | %     | %     | %    | %    | %    | %    | %    | %    | %    | Votantes |
| Freguesia                                     | MRS   | ASN   | MM    | MBR  | ES   | VS   | PM   | HN   | JS   | CF   | Votantes |
| --------------------------------------------- | ----- | ----- | ----- | ---- | ---- | ---- | ---- | ---- | ---- | ---- | -------- |
| Agualva e Mira-Sintra                         | 45,50 | 28,35 | 11,01 | 5,57 | 4,45 | 2,24 | 1,94 | 0,49 | 0,27 | 0,17 | 16 169   |
| Algueirão - Mem Martins                       | 49,30 | 24,73 | 12,11 | 4,43 | 3,69 | 2,49 | 2,18 | 0,62 | 0,27 | 0,17 | 25 050   |
| Almargem do Bispo, Pero Pinheiro e Montelavar | 54,76 | 21,00 | 9,18  | 5,33 | 4,17 | 2,48 | 1,84 | 0,67 | 0,32 | 0,25 | 7 444    |
| Cacém e São Marcos                            | 46,17 | 24,74 | 13,45 | 5,08 | 4,15 | 3,11 | 2,43 | 0,57 | 0,20 | 0,10 | 13 661   |
| Casal de Cambra                               | 51,43 | 21,88 | 10,61 | 5,90 | 4,17 | 3,50 | 1,60 | 0,47 | 0,22 | 0,22 | 4 599    |
| Colares                                       | 59,12 | 19,76 | 8,44  | 4,59 | 2,69 | 1,81 | 2,12 | 1,10 | 0,20 | 0,17 | 3 631    |
| Massamá e Monte Abraão                        | 47,57 | 28,79 | 10,40 | 4,16 | 3,59 | 2,12 | 2,42 | 0,65 | 0,21 | 0,09 | 20 309   |
| Queluz e Belas                                | 47,53 | 27,21 | 10,69 | 4,69 | 4,14 | 2,41 | 2,29 | 0,73 | 0,18 | 0,13 | 20 773   |
| Rio de Mouro                                  | 48,46 | 25,32 | 12,02 | 4,75 | 3,59 | 2,69 | 2,17 | 0,66 | 0,20 | 0,13 | 18 427   |
| São João das Lampas e Terrugem                | 55,08 | 21,02 | 9,84  | 4,65 | 2,84 | 2,84 | 2,40 | 1,07 | 0,14 | 0,13 | 7 211    |
| Sintra                                        | 55,87 | 22,20 | 9,54  | 3,90 | 2,57 | 1,96 | 2,49 | 1,08 | 0,23 | 0,14 | 13 544   |
| Sintra                                        | 49,47 | 25,29 | 11,06 | 4,71 | 3,72 | 2,47 | 2,23 | 0,70 | 0,22 | 0,14 | 150 818  |

#### Agualva e Mira-Sintra
| Candidato               | Candidato                | Votos  | %               |
| ----------------------- | ------------------------ | ------ | --------------- |
|                         | Marcelo Rebelo de Sousa  | 7 188  | 45,50 / 100,00  |
|                         | António Sampaio da Nóvoa | 4 478  | 28,35 / 100,00  |
|                         | Marisa Matias            | 1 739  | 11,01 / 100,00  |
|                         | Maria de Belém Roseira   | 880    | 5,57 / 100,00   |
|                         | Edgar Silva              | 703    | 4,45 / 100,00   |
|                         | Vitorino Silva           | 354    | 2,24 / 100,00   |
|                         | Paulo de Morais          | 307    | 1,94 / 100,00   |
|                         | Henrique Neto            | 78     | 0,49 / 100,00   |
|                         | Jorge Sequeira           | 43     | 0,27 / 100,00   |
|                         | Cândido Ferreira         | 27     | 0,17 / 100,00   |
| Votos Inválidos         | Votos Inválidos          | 372    | 2,30 / 100,00   |
| Total                   | Total                    | 16 169 | 100,00 / 100,00 |
| Eleitorado/Participação | Eleitorado/Participação  | 34 650 | 46,66 / 100,00  |

#### Algueirão - Mem Martins
| Candidato               | Candidato                | Votos  | %               |
| ----------------------- | ------------------------ | ------ | --------------- |
|                         | Marcelo Rebelo de Sousa  | 12 077 | 49,30 / 100,00  |
|                         | António Sampaio da Nóvoa | 6 058  | 24,73 / 100,00  |
|                         | Marisa Matias            | 2 967  | 12,11 / 100,00  |
|                         | Maria de Belém Roseira   | 1 084  | 4,43 / 100,00   |
|                         | Edgar Silva              | 903    | 3,69 / 100,00   |
|                         | Vitorino Silva           | 609    | 2,49 / 100,00   |
|                         | Paulo de Morais          | 535    | 2,18 / 100,00   |
|                         | Henrique Neto            | 153    | 0,62 / 100,00   |
|                         | Jorge Sequeira           | 67     | 0,27 / 100,00   |
|                         | Cândido Ferreira         | 42     | 0,17 / 100,00   |
| Votos Inválidos         | Votos Inválidos          | 555    | 2,21 / 100,00   |
| Total                   | Total                    | 25 050 | 100,00 / 100,00 |
| Eleitorado/Participação | Eleitorado/Participação  | 53 257 | 47,04 / 100,00  |

#### Almargem do Bispo, Pero Pinheiro e Montelavar
| Candidato               | Candidato                | Votos  | %               |
| ----------------------- | ------------------------ | ------ | --------------- |
|                         | Marcelo Rebelo de Sousa  | 3 995  | 54,76 / 100,00  |
|                         | António Sampaio da Nóvoa | 1 532  | 21,00 / 100,00  |
|                         | Marisa Matias            | 670    | 9,18 / 100,00   |
|                         | Maria de Belém Roseira   | 389    | 5,33 / 100,00   |
|                         | Edgar Silva              | 304    | 4,17 / 100,00   |
|                         | Vitorino Silva           | 181    | 2,48 / 100,00   |
|                         | Paulo de Morais          | 134    | 1,84 / 100,00   |
|                         | Henrique Neto            | 49     | 0,67 / 100,00   |
|                         | Jorge Sequeira           | 23     | 0,32 / 100,00   |
|                         | Cândido Ferreira         | 18     | 0,25 / 100,00   |
| Votos Inválidos         | Votos Inválidos          | 149    | 2,00 / 100,00   |
| Total                   | Total                    | 7 444  | 100,00 / 100,00 |
| Eleitorado/Participação | Eleitorado/Participação  | 13 953 | 53,35 / 100,00  |

#### Cacém e São Marcos
| Candidato               | Candidato                | Votos  | %               |
| ----------------------- | ------------------------ | ------ | --------------- |
|                         | Marcelo Rebelo de Sousa  | 6 170  | 46,17 / 100,00  |
|                         | António Sampaio da Nóvoa | 3 306  | 24,74 / 100,00  |
|                         | Marisa Matias            | 1 798  | 13,45 / 100,00  |
|                         | Maria de Belém Roseira   | 679    | 5,08 / 100,00   |
|                         | Edgar Silva              | 554    | 4,15 / 100,00   |
|                         | Vitorino Silva           | 416    | 3,11 / 100,00   |
|                         | Paulo de Morais          | 325    | 2,43 / 100,00   |
|                         | Henrique Neto            | 76     | 0,57 / 100,00   |
|                         | Jorge Sequeira           | 27     | 0,20 / 100,00   |
|                         | Cândido Ferreira         | 13     | 0,10 / 100,00   |
| Votos Inválidos         | Votos Inválidos          | 297    | 2,18 / 100,00   |
| Total                   | Total                    | 13 661 | 100,00 / 100,00 |
| Eleitorado/Participação | Eleitorado/Participação  | 29 726 | 45,96 / 100,00  |

#### Casal de Cambra
| Candidato               | Candidato                | Votos | %               |
| ----------------------- | ------------------------ | ----- | --------------- |
|                         | Marcelo Rebelo de Sousa  | 2 308 | 51,43 / 100,00  |
|                         | António Sampaio da Nóvoa | 982   | 21,88 / 100,00  |
|                         | Marisa Matias            | 476   | 10,61 / 100,00  |
|                         | Maria de Belém Roseira   | 265   | 5,90 / 100,00   |
|                         | Edgar Silva              | 187   | 4,17 / 100,00   |
|                         | Vitorino Silva           | 157   | 3,50 / 100,00   |
|                         | Paulo de Morais          | 72    | 1,60 / 100,00   |
|                         | Henrique Neto            | 21    | 0,47 / 100,00   |
|                         | Jorge Sequeira           | 10    | 0,22 / 100,00   |
|                         | Cândido Ferreira         | 10    | 0,22 / 100,00   |
| Votos Inválidos         | Votos Inválidos          | 111   | 2,41 / 100,00   |
| Total                   | Total                    | 4 599 | 100,00 / 100,00 |
| Eleitorado/Participação | Eleitorado/Participação  | 9 558 | 48,12 / 100,00  |

#### Colares
| Candidato               | Candidato                | Votos | %               |
| ----------------------- | ------------------------ | ----- | --------------- |
|                         | Marcelo Rebelo de Sousa  | 2 088 | 59,12 / 100,00  |
|                         | António Sampaio da Nóvoa | 698   | 19,76 / 100,00  |
|                         | Marisa Matias            | 298   | 8,44 / 100,00   |
|                         | Maria de Belém Roseira   | 162   | 4,59 / 100,00   |
|                         | Edgar Silva              | 95    | 2,69 / 100,00   |
|                         | Paulo de Morais          | 75    | 2,12 / 100,00   |
|                         | Vitorino Silva           | 64    | 1,81 / 100,00   |
|                         | Henrique Neto            | 39    | 1,10 / 100,00   |
|                         | Jorge Sequeira           | 7     | 0,20 / 100,00   |
|                         | Cândido Ferreira         | 6     | 0,17 / 100,00   |
| Votos Inválidos         | Votos Inválidos          | 99    | 2,73 / 100,00   |
| Total                   | Total                    | 3 631 | 100,00 / 100,00 |
| Eleitorado/Participação | Eleitorado/Participação  | 6 367 | 57,03 / 100,00  |

#### Massamé e Monte Abraão
| Candidato               | Candidato                | Votos  | %               |
| ----------------------- | ------------------------ | ------ | --------------- |
|                         | Marcelo Rebelo de Sousa  | 9 451  | 47,57 / 100,00  |
|                         | António Sampaio da Nóvoa | 5 720  | 28,79 / 100,00  |
|                         | Marisa Matias            | 2 066  | 10,40 / 100,00  |
|                         | Maria de Belém Roseira   | 827    | 4,16 / 100,00   |
|                         | Edgar Silva              | 713    | 3,59 / 100,00   |
|                         | Paulo de Morais          | 481    | 2,42 / 100,00   |
|                         | Vitorino Silva           | 422    | 2,12 / 100,00   |
|                         | Henrique Neto            | 129    | 0,65 / 100,00   |
|                         | Jorge Sequeira           | 41     | 0,21 / 100,00   |
|                         | Cândido Ferreira         | 18     | 0,09 / 100,00   |
| Votos Inválidos         | Votos Inválidos          | 441    | 2,17 / 100,00   |
| Total                   | Total                    | 20 309 | 100,00 / 100,00 |
| Eleitorado/Participação | Eleitorado/Participação  | 41 393 | 49,06 / 100,00  |

#### Queluz e Belas
| Candidato               | Candidato                | Votos  | %               |
| ----------------------- | ------------------------ | ------ | --------------- |
|                         | Marcelo Rebelo de Sousa  | 9 642  | 47,53 / 100,00  |
|                         | António Sampaio da Nóvoa | 5 521  | 27,21 / 100,00  |
|                         | Marisa Matias            | 2 169  | 10,69 / 100,00  |
|                         | Maria de Belém Roseira   | 952    | 4,69 / 100,00   |
|                         | Edgar Silva              | 840    | 4,14 / 100,00   |
|                         | Vitorino Silva           | 488    | 2,41 / 100,00   |
|                         | Paulo de Morais          | 464    | 2,29 / 100,00   |
|                         | Henrique Neto            | 148    | 0,73 / 100,00   |
|                         | Jorge Sequeira           | 37     | 0,18 / 100,00   |
|                         | Cândido Ferreira         | 27     | 0,13 / 100,00   |
| Votos Inválidos         | Votos Inválidos          | 485    | 2,33 / 100,00   |
| Total                   | Total                    | 20 773 | 100,00 / 100,00 |
| Eleitorado/Participação | Eleitorado/Participação  | 42 626 | 48,73 / 100,00  |

#### Rio de Mouro
| Candidato               | Candidato                | Votos  | %               |
| ----------------------- | ------------------------ | ------ | --------------- |
|                         | Marcelo Rebelo de Sousa  | 8 728  | 48,46 / 100,00  |
|                         | António Sampaio da Nóvoa | 4 560  | 25,32 / 100,00  |
|                         | Marisa Matias            | 2 164  | 12,02 / 100,00  |
|                         | Maria de Belém Roseira   | 856    | 4,75 / 100,00   |
|                         | Edgar Silva              | 647    | 3,59 / 100,00   |
|                         | Vitorino Silva           | 485    | 2,69 / 100,00   |
|                         | Paulo de Morais          | 391    | 2,17 / 100,00   |
|                         | Henrique Neto            | 118    | 0,66 / 100,00   |
|                         | Jorge Sequeira           | 36     | 0,20 / 100,00   |
|                         | Cândido Ferreira         | 24     | 0,13 / 100,00   |
| Votos Inválidos         | Votos Inválidos          | 418    | 2,27 / 100,00   |
| Total                   | Total                    | 18 427 | 100,00 / 100,00 |
| Eleitorado/Participação | Eleitorado/Participação  | 38 248 | 48,18 / 100,00  |

#### São João das Lampas e Terrugem
| Candidato               | Candidato                | Votos  | %               |
| ----------------------- | ------------------------ | ------ | --------------- |
|                         | Marcelo Rebelo de Sousa  | 3 863  | 55,08 / 100,00  |
|                         | António Sampaio da Nóvoa | 1 474  | 21,02 / 100,00  |
|                         | Marisa Matias            | 690    | 9,84 / 100,00   |
|                         | Maria de Belém Roseira   | 326    | 4,65 / 100,00   |
|                         | Edgar Silva              | 199    | 2,84 / 100,00   |
|                         | Vitorino Silva           | 199    | 2,84 / 100,00   |
|                         | Paulo de Morais          | 168    | 2,40 / 100,00   |
|                         | Henrique Neto            | 75     | 1,07 / 100,00   |
|                         | Jorge Sequeira           | 10     | 0,14 / 100,00   |
|                         | Cândido Ferreira         | 9      | 0,13 / 100,00   |
| Votos Inválidos         | Votos Inválidos          | 198    | 2,75 / 100,00   |
| Total                   | Total                    | 7 211  | 100,00 / 100,00 |
| Eleitorado/Participação | Eleitorado/Participação  | 13 137 | 54,89 / 100,00  |

#### Sintra
| Candidato               | Candidato                | Votos  | %               |
| ----------------------- | ------------------------ | ------ | --------------- |
|                         | Marcelo Rebelo de Sousa  | 7 400  | 55,87 / 100,00  |
|                         | António Sampaio da Nóvoa | 2 940  | 22,20 / 100,00  |
|                         | Marisa Matias            | 1 264  | 9,54 / 100,00   |
|                         | Maria de Belém Roseira   | 517    | 3,90 / 100,00   |
|                         | Edgar Silva              | 341    | 2,57 / 100,00   |
|                         | Paulo de Morais          | 330    | 2,49 / 100,00   |
|                         | Vitorino Silva           | 260    | 1,96 / 100,00   |
|                         | Henrique Neto            | 143    | 1,08 / 100,00   |
|                         | Jorge Sequeira           | 30     | 0,23 / 100,00   |
|                         | Cândido Ferreira         | 19     | 0,14 / 100,00   |
| Votos Inválidos         | Votos Inválidos          | 300    | 2,21 / 100,00   |
| Total                   | Total                    | 13 544 | 100,00 / 100,00 |
| Eleitorado/Participação | Eleitorado/Participação  | 23 963 | 56,52 / 100,00  |